# Marie-Joseph Delafosse
Marie-Joseph Delafosse est un homme politique français né le 18 août 1843 à Bazouges-la-Pérouse (Ille-et-Vilaine) et décédé le 10 août 1910 au château de Boutlande (Bazouges-la-Pérouse).

## Biographie
Fils d'Alexandre Julien Delafosse, député légitimiste sous la Deuxième République, et petit-fils de Louis Joseph Le Beschu de Champsavin, il sert zouave pontifical, devient maire de Bazouges-la-Pérouse en 1871 et conseiller général du canton d'Antrain. Il est député d'Ille-et-Vilaine de 1889 à 1893, siégeant à droite chez les monarchistes.
Monarchiste et catholique convaincu, propriétaire terrien protectionniste et grand lecteur de Le Play, il meurt le 10 août 1910, en son château de Bout Lande (Bazouges-la-Pérouse).

## Sources
- « Marie-Joseph Delafosse », dans le Dictionnaire des parlementaires français (1889-1940), sous la direction de Jean Jolly, PUF, 1960 [détail de l’édition]